# Iglesia de la Ascensión (Kolomenskoye)
La iglesia de la Ascensión en Kolómenskoye (en ruso: Церковь Вознесения Господня в Коломенском) es una iglesia ortodoxa rusa de la eparquía de Moscú. Se encuentra en el Distrito Administrativo del Sur de Moscú, llamado Nagátinski Zatón, en la localidad de Kolómenskoye. Es una obra maestra de la arquitectura mundial y el primero o uno de los primeros edificios de piedra religiosa que toman la forma de carpa en Rusia.
La iglesia fue inscrita en 1994 en la Lista del Patrimonio Mundial de la UNESCO, que la describe del siguiente modo:

Situada cerca de Moscú, en el predio imperial de Kolómenskoye, la iglesia de la Ascensión fue construida en 1532 para celebrar el nacimiento del futuro zar Iván IV el Terrible. Fue una de las primeras iglesias tradicionales con estructura de piedra y ladrillo rematada por una techumbre de madera. Este estilo arquitectónico ejerció una gran influencia la arquitectura religiosa posterior.
Descripción UNESCO

## Historia

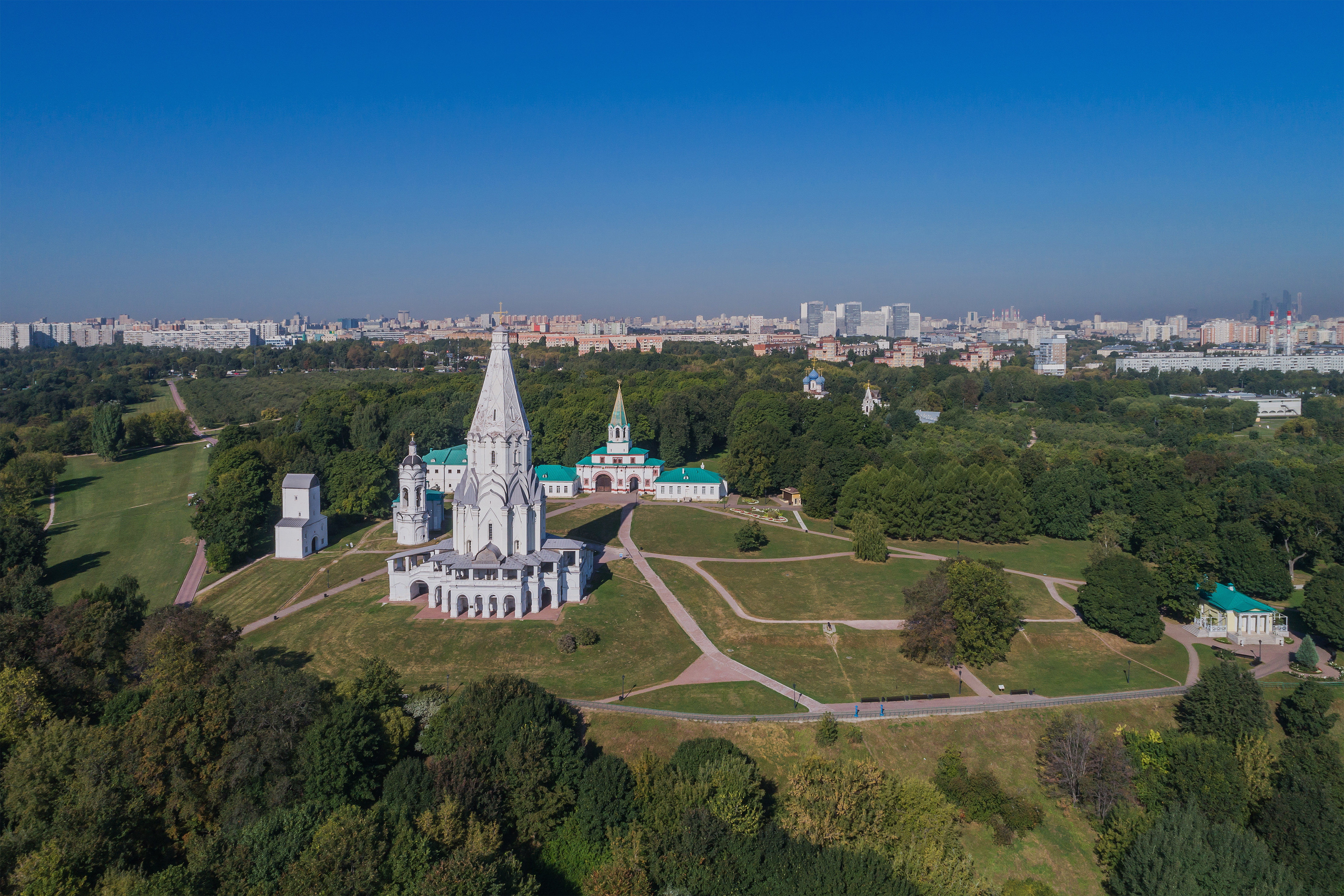
Vista aérea del complejo

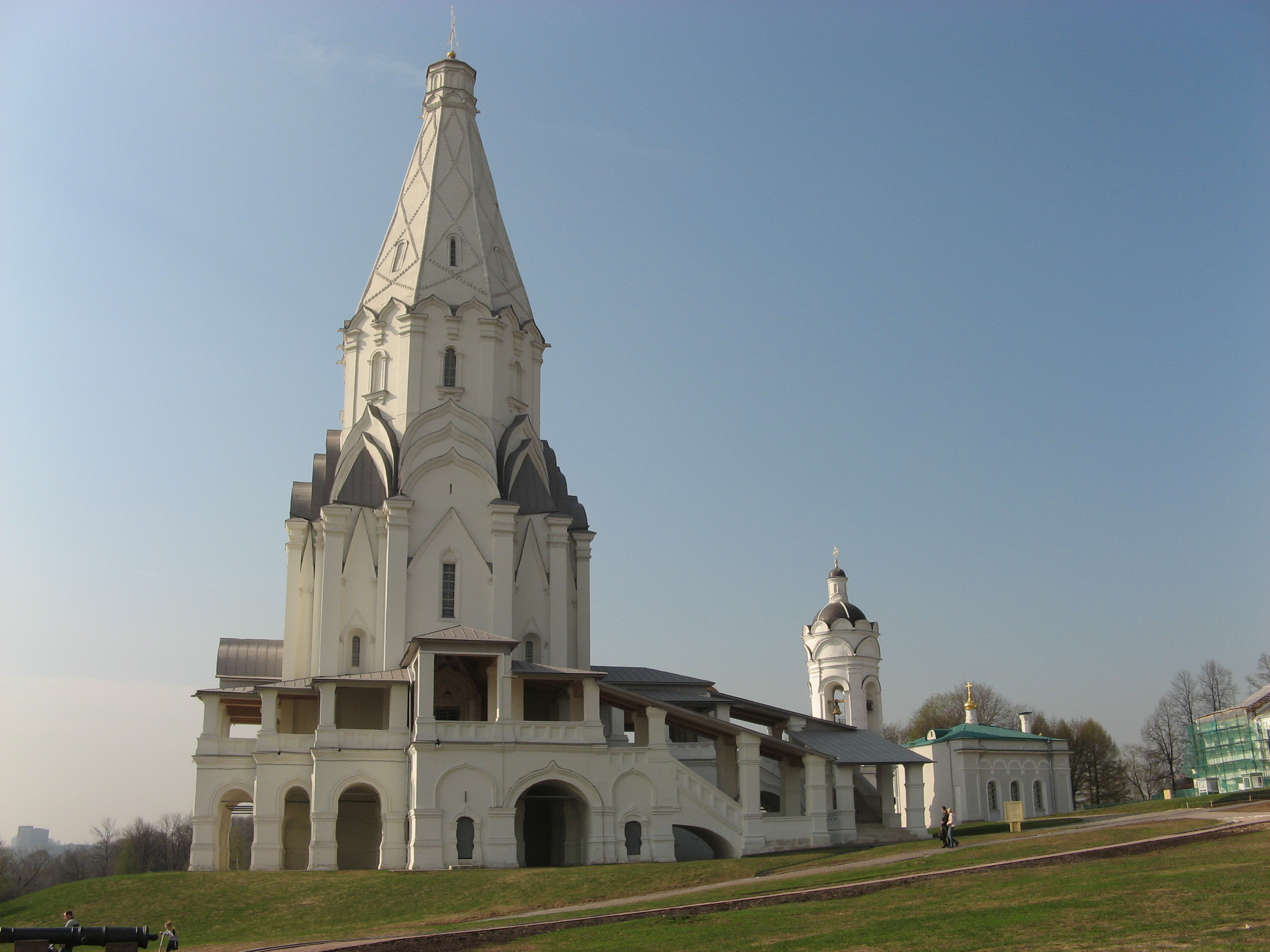
Vista de la iglesia y del campanario de la iglesia de San Jorge

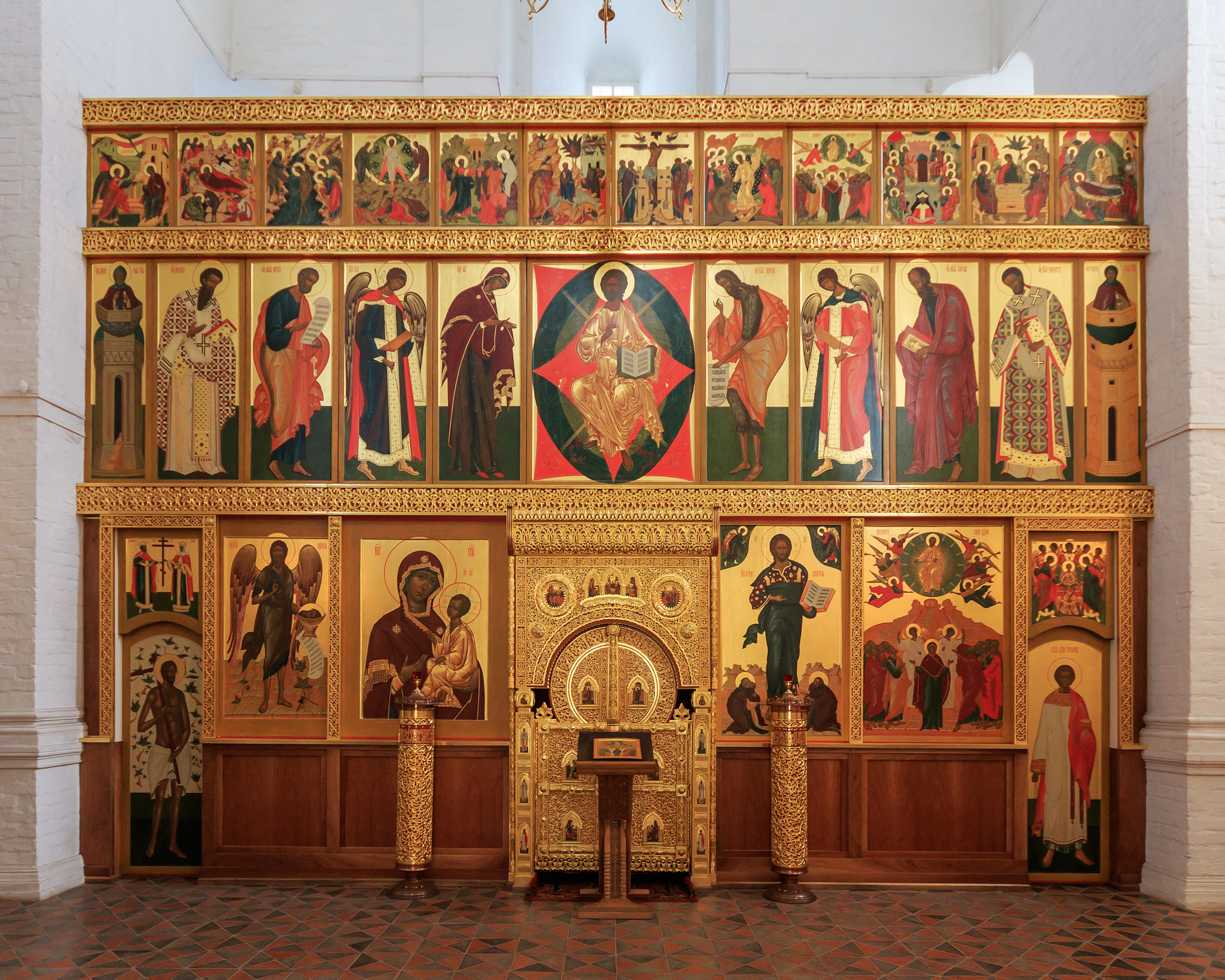
Iconostasio de la iglesia

La iglesia fue construida en Kolómenskoye desde 1528 hasta 1532 en la orilla derecha del río Moscova. Su arquitecto habría sido, un italiano Petrok Maly o Piotr Hannibal. El ktitor que permitió la realización es el gran duque de Moscú Basilio III de Moscú. Sin duda, el arquitecto Petrok Maly habría estado ayudado por maestros de Pskov cuya actividad era desbordante en Moscú desde finales del siglo XV. La historiadora Vera Traimond se basa en el hecho de que la sazhen (en ruso, сажень) pskoviana es la unidad de medida del edificio.
La leyenda relaciona la construcción de la iglesia con el tan esperado nacimiento en 1530 del heredero de Basilio III, el futuro Iván el Terrible. La iglesia se completó en septiembre de 1532 y, según  S. A. Gavrílov,, su estructura compleja no pudo completarse en dos años. Por lo tanto, según el historiador, los comienzos de su realización y la colocación de la primera piedra comenzaron dos años antes del nacimiento. Después del final de los dos años de penitencia impuestos a Basilio III para purificarlo del pecado de bigamia, los embajadores del zar van a visitar al papa católico en Roma, Clemente VII, que acuerda enviarle a Moscú el arquitecto encargado de construir una iglesia para completar con la oración una remisión de los pecados. Este último llega a Moscú en el verano de 1528 y comienza su trabajo después de dos o tres semanas. Su nombre es Petrok Maly.
La ubicación de la iglesia se encuentra en una ribera escarpada al pie de la cual fluye un manantial con aguas reputadas de milagrosas. El trabajo comienza con la colocación de los cimientos de un edificio sin podklet (especie de zócalo), pero con tres emplazamientos de altares.
En el otoño de 1528, los cimientos se completaron. Pero pronto se le asignóa un nuevo lugar, porque la iglesia no era muy visible en la primavera debido a los orillas empinadas. Estas nuevas cimientaciones, esta vez en su ubicación definitiva, se completaron  en la primavera de 1529. El trabajo completo se finalizó a fines del verano de 1532.: 62  Según la crónica, la consagración de la iglesia tuvo lugar el 3 de septiembre de 1532 y fue acompañada por un gran banquete que duró tres días. El metropolitano Daniel ofició para la ocasión, en presencia del príncipe Basilio III, de su esposa Elena Glínskaya y de su hijo Iván nacido en el mes de agosto.: 65 

## Arquitectura

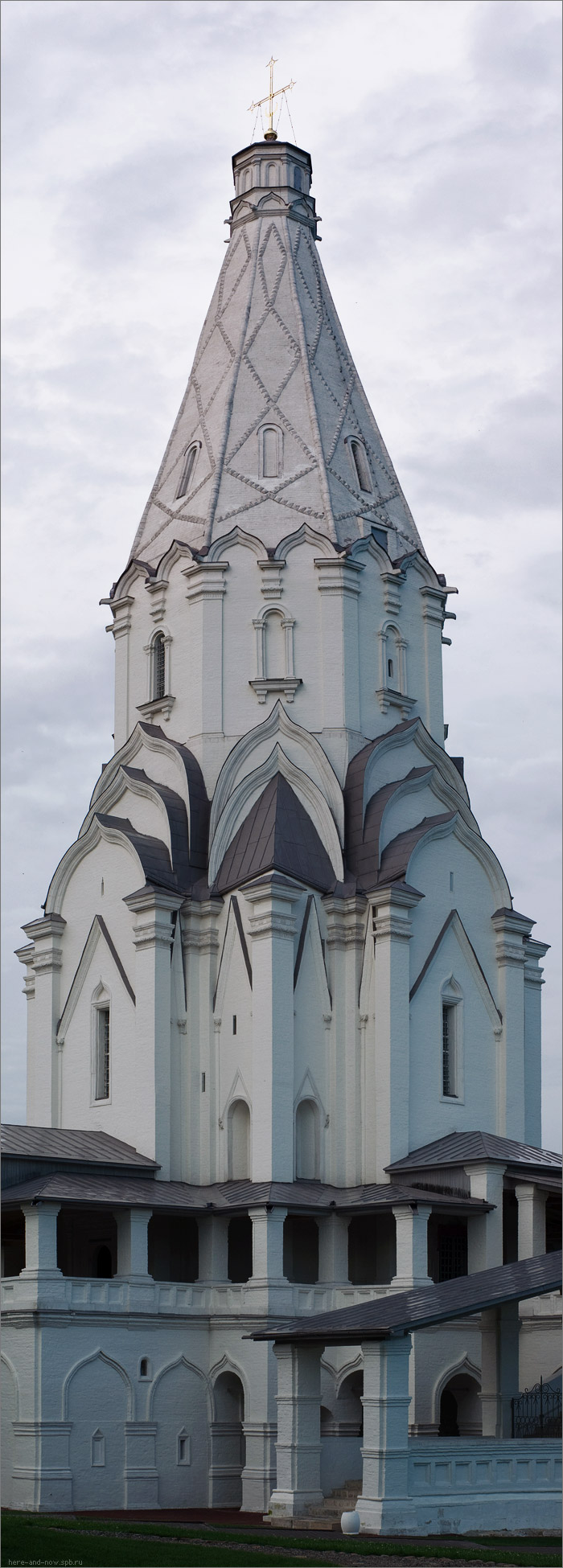
Iglesia -Torre

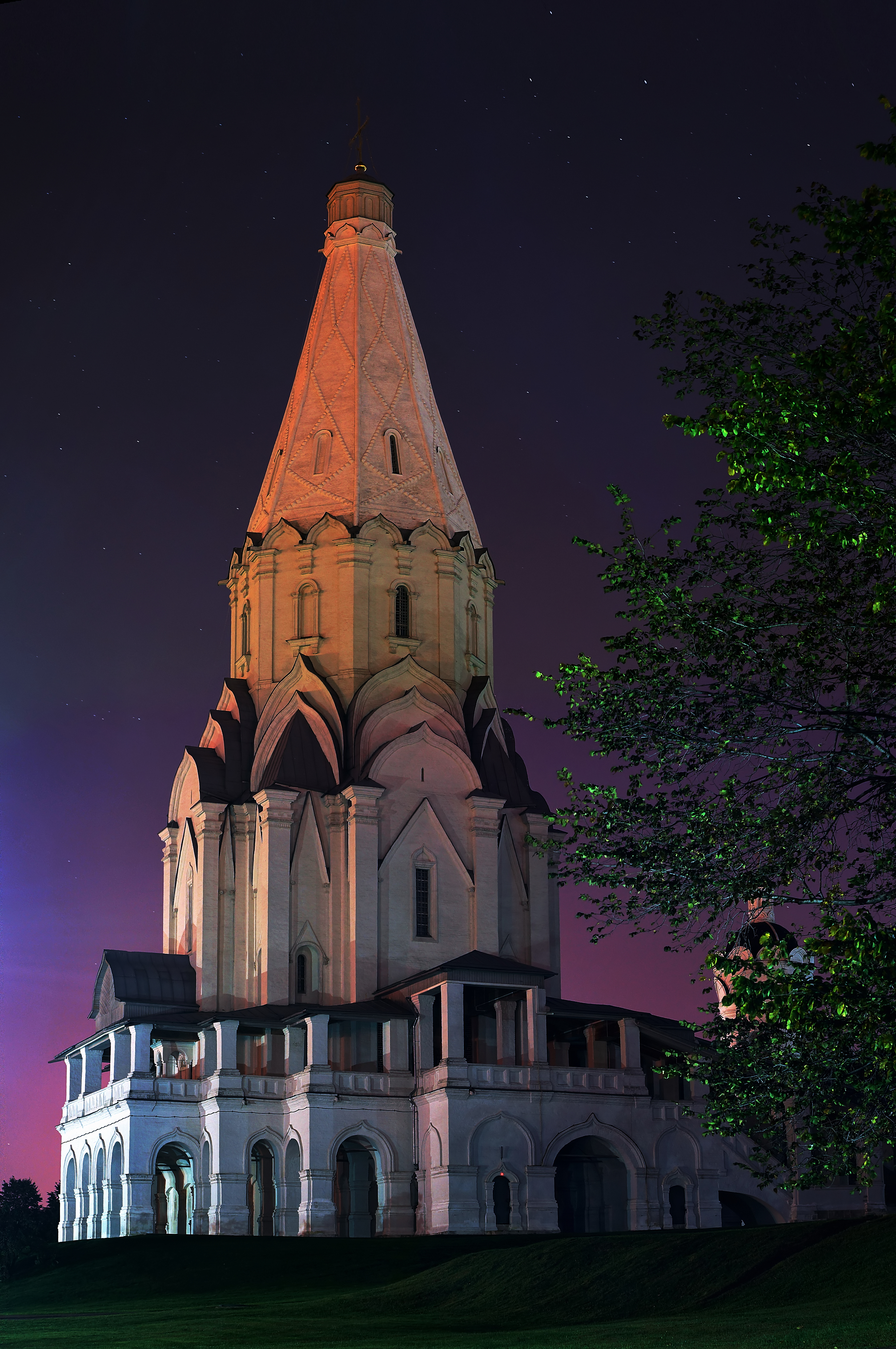
Iglesia por la noche

La iglesia se encuentra en la ribera abrupta del Moscova en el mismo lugar donde habían establecido su campamento los tártaros. El edificio se distingue por sus formas perfectas y el impulso de su silueta que combina simplicidad y distinción. Hace triunfar la ruptura con la planta bizantina de cruz griega y cúpula única. Su forma piramidal se generalizará más tarde en Rusia hasta la prohibición del patriarca Nikón. La profundidad de los cimientos es de 9 m. Su altura total es de 62 m en una planta cuadrada de 8,5 m de lado. Estas dimensiones le dan un aspecto exiguo. La unidad del conjunto proviene de la ausencia de todo detalle inúti y de la armonía de proporciones. El interior está bañado de luz.
Es una construcción de gran escala y el costo de los materiales fue importante. Pero en la historia de la arquitectura rusa, representa un conjunto único de formas perfectas. Los ladrillos y los elementos decorativos en piedra blanca constituyen el material básico. El espacio interior de la iglesia es reducida y excede ligeramente de los 100 m². La primitiva decoración interior de la iglesia no se ha conservado. Ni siquiera se sabe con certeza los colores utilizados. Los recubrimientos de suelos en baldosas cerámicas blancas y grises desapareció ya en 1570. El color actual de las baldosas ya no corresponde con el utilizado originalmente.
Las escaleras de madera que rodeaban la iglesia pronto fueron reemplazadas por galerías de piedra. En el siglo XVIII, se agregó una baranda de protección. El cubo central inicial se transforma en altura en una torre octogonal perforada por ventanas y coronada por una pirámide de 28 m de altura. Está adornada con rombos entrelazados en piedra blanca. El paso del cubo al octágono se realiza mediante arcos de descarga provistos de kokóshniks por encima del volumen central y sin cornisas. La planta de base es cuadrada pero las capillas laterales lo transforman en una planta cruciforme. Las esquinas de las fachadas están decoradas con pilastras coronadas por capiteles en el espíritu del primer Renacimiento.

## Iglesia de San Jorge
Junto a la Iglesia de la Ascensión se encuentra la pequeña iglesia-torre de San Jorge, con dos plantas. Algunos elementos la acercan a la arquitectura de su vecina, tales como los arcos ciegos y los kokóchniks.

## Estatuto
La Iglesia de la Ascensión es parte del  museo-reserva de «Kolomenskoe»; ha sido inscrita en la Lista del Patrimonio Mundial de la UNESCO (desde 1994). Fue reconsagrada el 8 de diciembre de 2000; desde 1994 depende del Patriarca de Moscú y de toda Rus. A finales de 2007, cuando se completó la restauración, se abrió el nivel del podklet a los visitantes.